# 甲府五山
甲府五山（こうふござん）は、武田信玄により定められた甲府における禅宗の寺格。

## 概要
臨済宗に帰依した武田信玄は、京都と鎌倉の寺院で構成される五山制度にならい、甲府に五山制度を定めるために、甲斐国の古刹を府中（甲府）城下に集め、これらの寺院を臨済宗妙心寺派に改めた。通常の五山制度では1位から5位までの格付けがされるが、甲府五山においては順序、格付け等の明確な規定も資料も残されていない。
従って下記5寺の記載は順不同である（ここでは寺院所在地の東から西へ記載）。
いずれも甲府市内に所在する。

## 甲府五山
1. 東光寺（北緯35度40分4.17秒 東経138度35分18.4秒 / 北緯35.6678250度 東経138.588444度） 甲府市東光寺3丁目
2. 能成寺（北緯35度39分51.35秒 東経138度34分55.58秒 / 北緯35.6642639度 東経138.5821056度） 甲府市東光寺町
3. 長禅寺（北緯35度39分56.07秒 東経138度34分38.4秒 / 北緯35.6655750度 東経138.577333度） 甲府市愛宕町 - 筆頭に挙げられる場合もある。
4. 円光院（北緯35度40分58.47秒 東経138度35分13.48秒 / 北緯35.6829083度 東経138.5870778度） 甲府市岩窪町
5. 法泉寺（北緯35度41分8.01秒 東経138度33分32.46秒 / 北緯35.6855583度 東経138.5590167度） 甲府市和田町

## ギャラリー

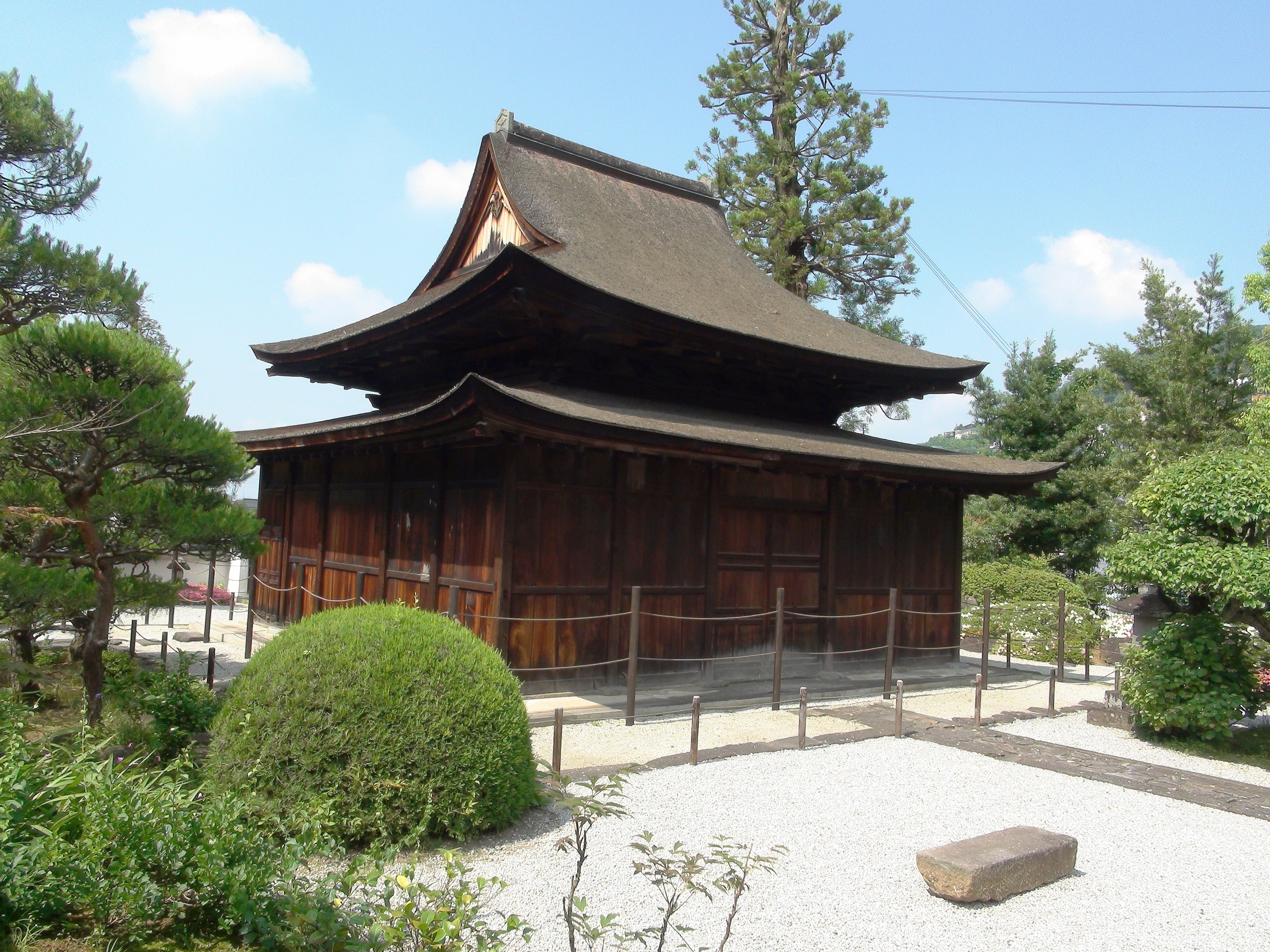
東光寺 仏殿
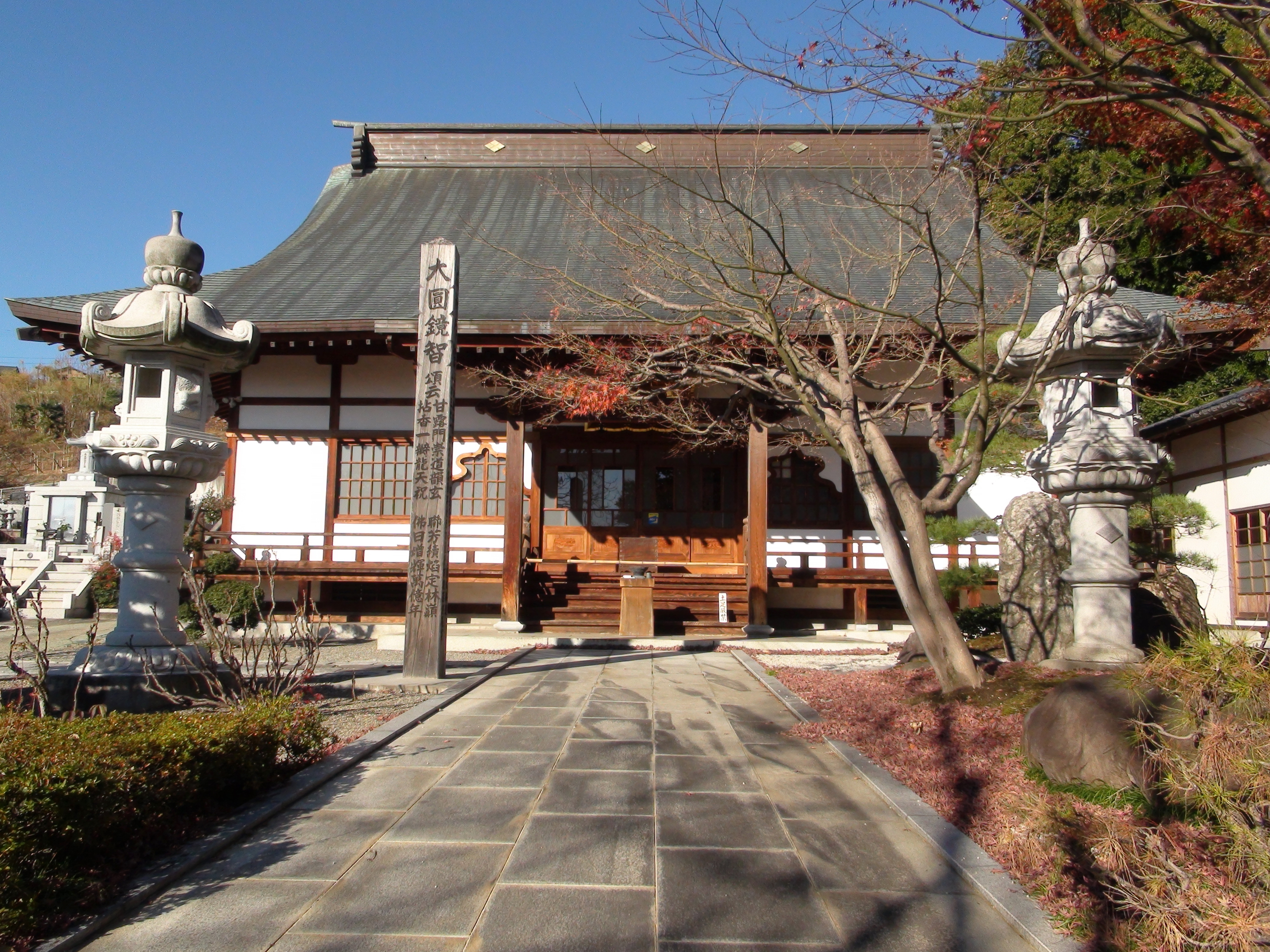
能成寺 本堂
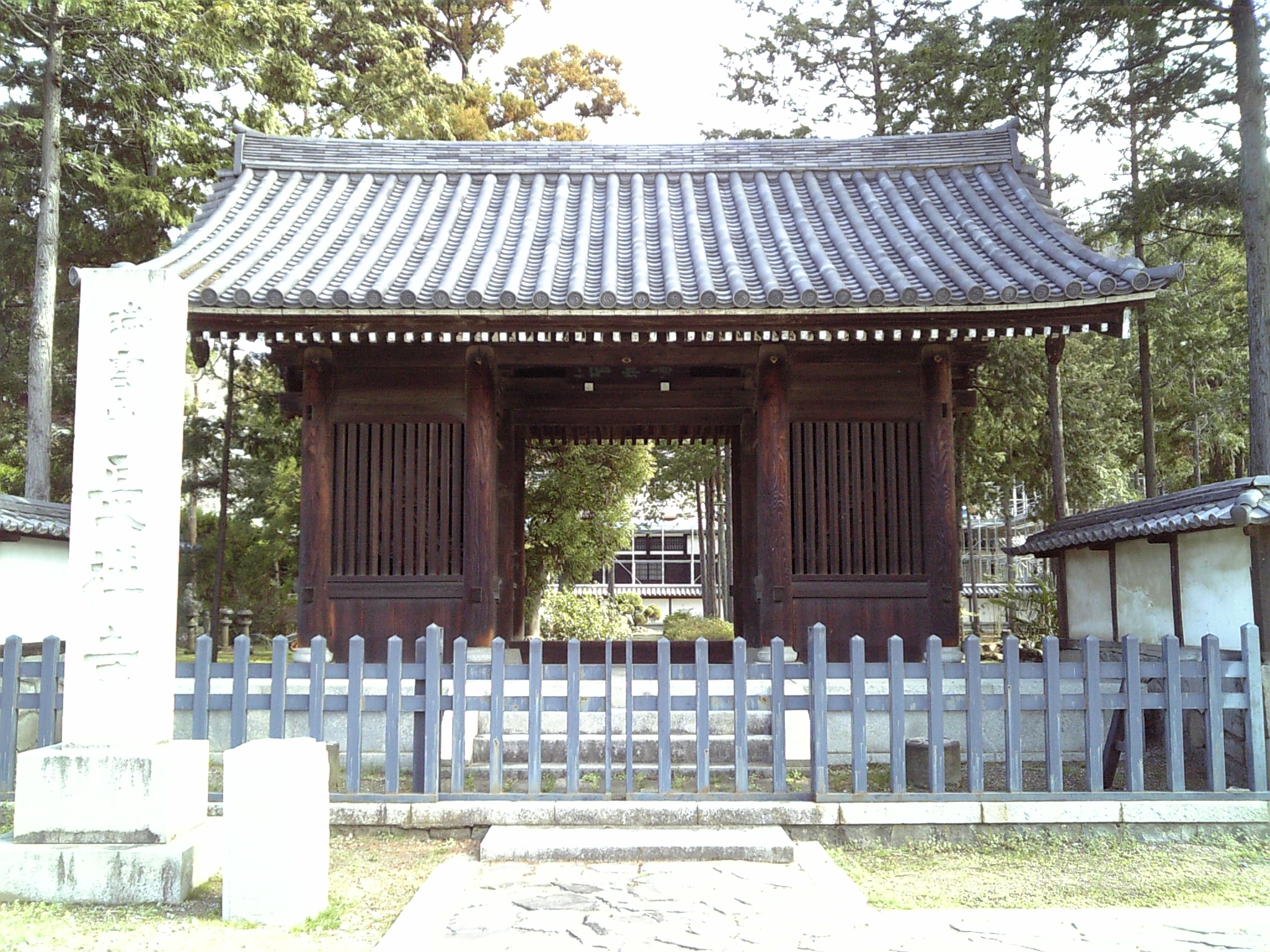
長禅寺 山門
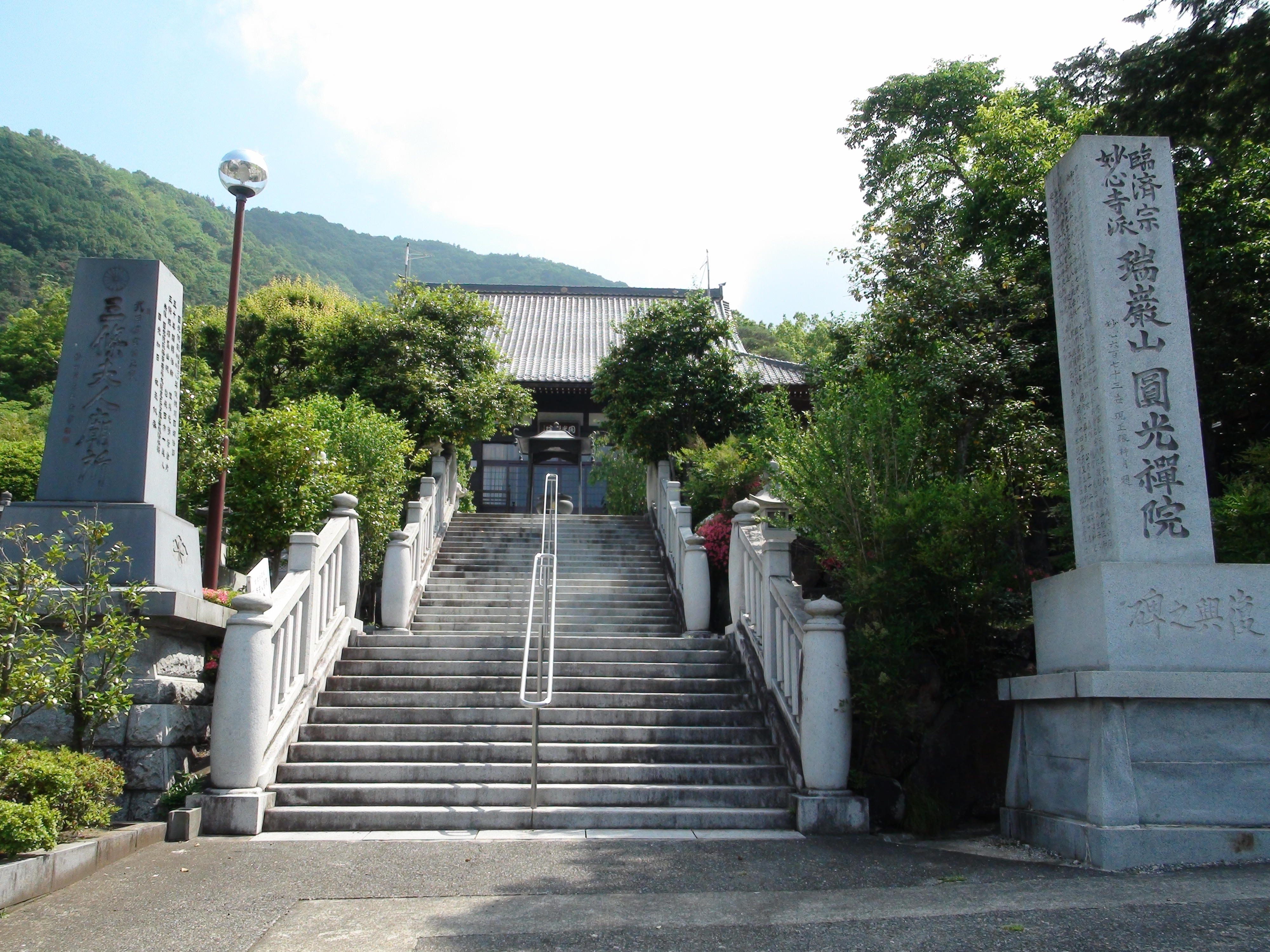
円光院 参道
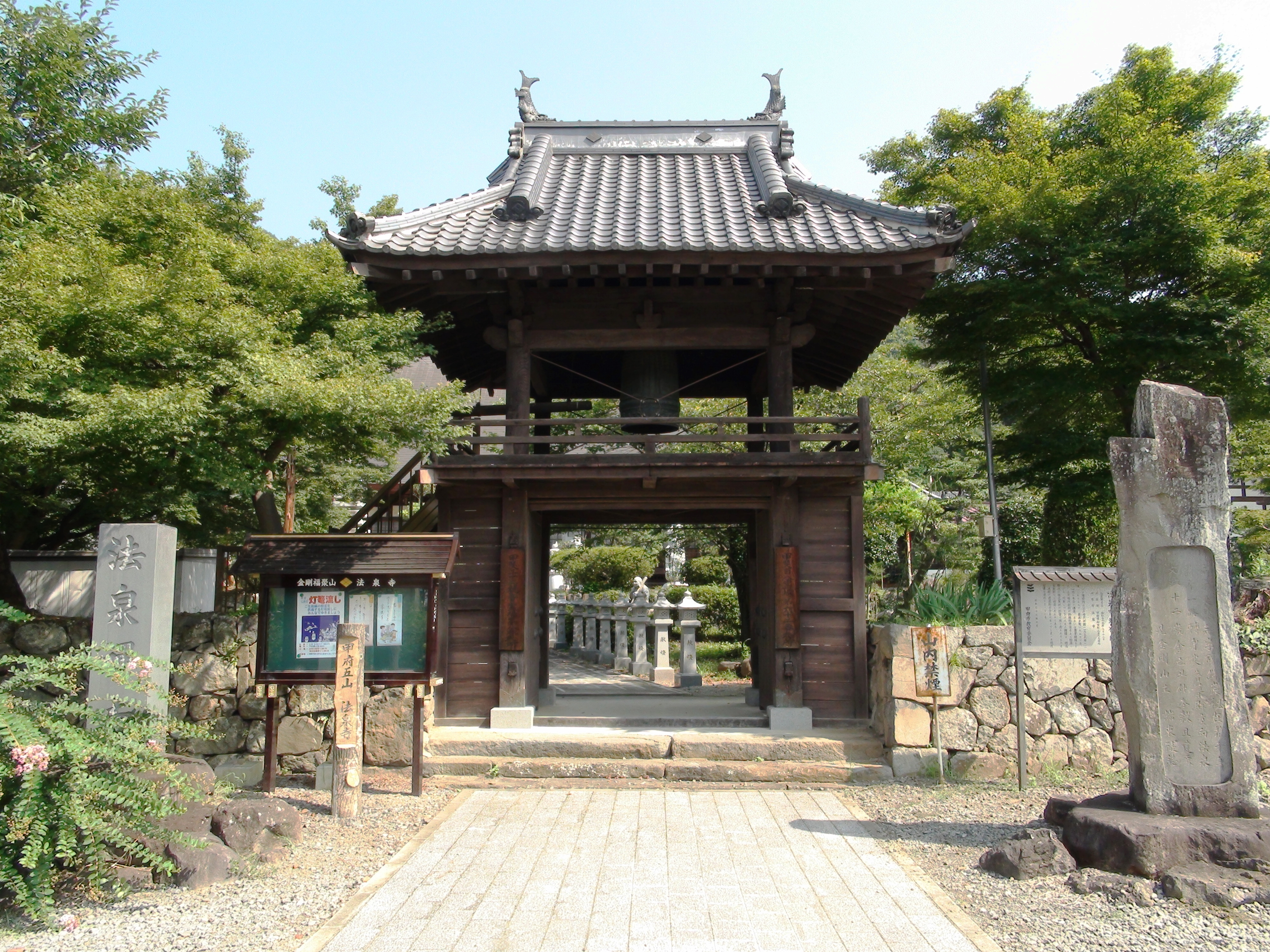
法泉寺 山門